# 恩海

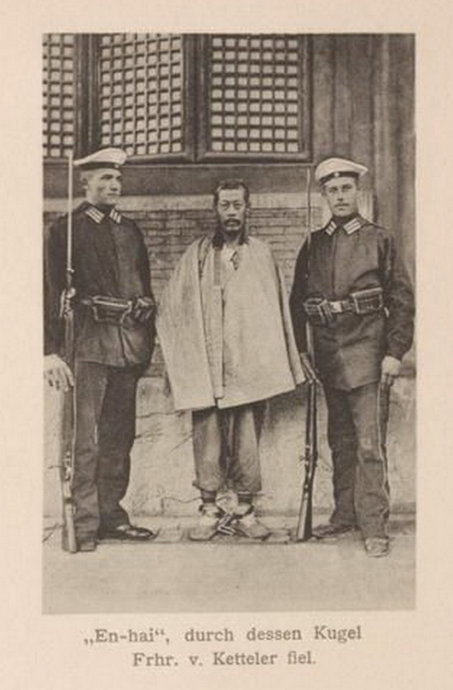
被捕後的恩海

恩海（1876年—1900年12月31日），清朝神機營霆字隊槍八隊章京。义和团运动時的德國駐華公使克林德即為其所殺。

## 克林德之死
1900年6月20日，德國駐華公使克林德與翻譯柯达士一前一後坐轎尋訪清朝王公大臣，爭辯之前清政府要求各國外交官於24小時內離開北京的最後通牒。克林德決定不帶四名德國衛兵，兩乘轎子只有兩名沒有武裝的馬伕隨行。行至北京东单牌楼附近，正遇在此駐防巡邏的恩海等。據恩海供詞，他欲拔槍射擊，克林德見此搶先開槍，被恩海躲過後射殺，柯達士受傷，轎伕逃走。恩海等人分取克林德的銀表、戒指槍械等物而去。恩海說的手槍後來下落不明。克林德的翻译柯达士說，當天他看到克林德腰上沒有掛平常帶的左輪手槍，也就沒有帶槍。據前導馬伕劉玉成事後對德國政府的供詞，他聽到幾聲幾乎是同時的槍響，回頭看到一隊清軍手持步槍，憤怒的推撞克林德的轎子，而克林德在轎子中一動不動。

## 捕殺恩海

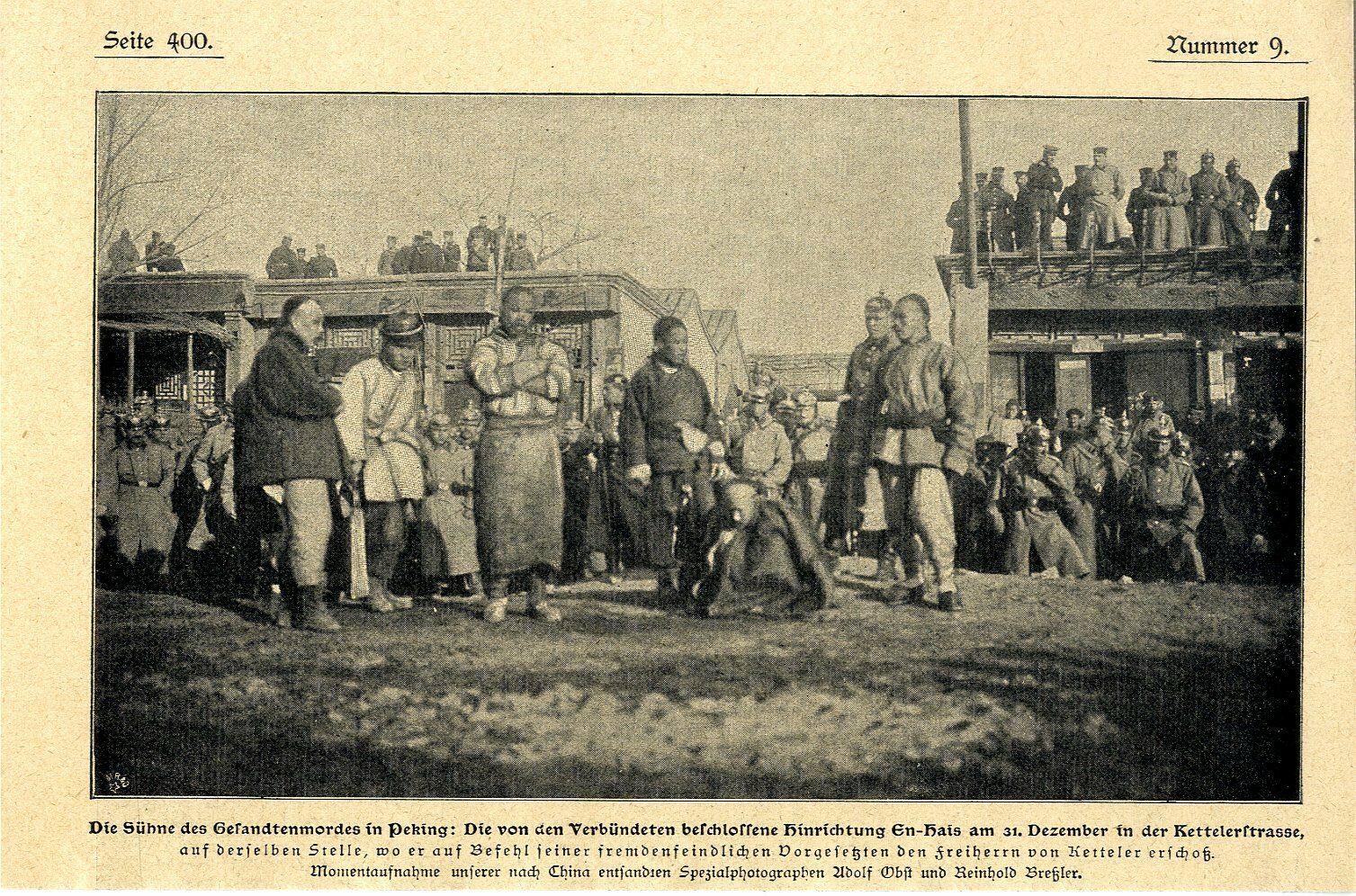
恩海受刑照片

後來日本偵探在當鋪發現克林德的銀表，據此查出克林德之死為恩海所為，將其抓捕。審訊中恩海表現鎮定，承認殺人，并表示係上司指示遇外國人即殺，不是自己酒後行徑，更表示願求早死。恩海次日便被移交德方，更吐露為端親王指示殺克林德，有提拔和賞銀等。 後於农历十一月初十（12月31日）在东单牌楼克林德身亡之處鬧市被處斬。